# Râul Uila
Râul Uila este un mic curs de apă, afluent al râului Luț. 

## Hărți
- Harta județului Mureș